# The Fantastic Adventures of Dizzy
The Fantastic Adventures of Dizzy (Fantastic Dizzy) – przygodowa/platformowa gra komputerowa wydana w 1991 przez Codemasters. Jest dostępna na wielu platformach, w tym Sega Mega Drive/Genesis, Sega Master System, Sega Game Gear, Nintendo Entertainment System, Amiga i DOS.
Gra miała zostać wydana na święta w 1990, ale z powodu sprawy sądowej między Codemasters i Nintendo o Game Genie została wydana w kwietniu 1991, poza porą świątecznych zakupów, przez co sprzedanych zostało tylko 125 000 egzemplarzy zamiast planowanych 500 000.

## Rozgrywka
Chociaż jest to gra platformowa, to postać Dizzy’ego jest podatna na ataki przeciwników i nie może nic im zrobić. Tak jak w grach przygodowych wykonuje się zadania poprzez przenoszenie przedmiotów w odpowiednie miejsca.

### Gwiazdki
Na całej mapie rozłożonych jest 100 (lub 250 w wersji gry red) gwiazdek. Aby uzyskać dostęp do końcowej walki z Zaksem trzeba zebrać je wszystkie. W przypadku dojścia do jego zamku bez zebranych gwiazdek Dizzy zostaje porażony prądem przy drzwiach.

### Minigry
- zjazd wózkami w kopalni
- Dizzy Down the Rapids – spływ beczką po rzece
- strzelanie z kuszy w zamku, oparte na grze Operation Wolf.
- wydostawanie się z dna wody na powierzchnię, skacząc po bąbelkach powietrza, na podstawie gry Bubble Dizzy.
- układanie puzzli (o wymiarach 4x4), nagrodą jest dodatkowe życie.